# Copa de Naciones Árabe 1966
La Copa de Naciones Árabe 1966 fue la tercera edición de este torneo de fútbol a nivel de selecciones nacionales organizado por la UAFA y que contó con la participación de 10 selecciones de África del Norte y el Medio Oriente, incluyendo por primera vez a Baréin, Palestina, Yemen del Norte, Omán y el regreso de Siria.
El campeón defensor Irak venció a Siria en final disputada en Bagdad, Irak en la primera edición en la que el campeón se decide por medio de una final.

## Fase de grupos
Todos los partidos se disputaron en Bagdad, Irak.

### Grupo A
| Nación   | J | G | E | P | GF | GC | GD  | Pts |
| -------- | - | - | - | - | -- | -- | --- | --- |
| Irak     | 4 | 3 | 1 | 0 | 15 | 3  | +12 | 7   |
| Líbano   | 4 | 3 | 1 | 0 | 10 | 3  | +7  | 7   |
| Jordania | 4 | 1 | 1 | 2 | 6  | 7  | –1  | 3   |
| Kuwait   | 4 | 0 | 2 | 2 | 8  | 11 | –3  | 2   |
| Baréin   | 4 | 0 | 1 | 3 | 7  | 22 | –15 | 1   |

| Equipo 1 | Resultado | Equipo 2 |
| -------- | --------- | -------- |
| Irak     | 0-0       | Líbano   |
| Kuwait   | 4-4       | Baréin   |
| Jordania | 1-2       | Irak     |
| Líbano   | 6-1       | Baréin   |
| Irak     | 3-1       | Kuwait   |
| Líbano   | 2-1       | Jordania |
| Baréin   | 1-10      | Irak     |
| Jordania | 2-2       | Kuwait   |
| Kuwait   | 1-2       | Líbano   |
| Baréin   | 1-2       | Jordania |

### Grupo B
| Nación          | J | G | E | P | GF | GC | GD  | Pts |
| --------------- | - | - | - | - | -- | -- | --- | --- |
| Siria           | 3 | 2 | 1 | 0 | 7  | 2  | +5  | 5   |
| Libia           | 3 | 1 | 2 | 0 | 13 | 0  | +13 | 4   |
| Palestina       | 3 | 1 | 1 | 1 | 8  | 3  | +5  | 3   |
| Yemen del Norte | 3 | 0 | 0 | 3 | 1  | 24 | -23 | 0   |
| Omán 1          | 0 | 0 | 0 | 0 | 0  | 0  | 0   | 0   |

1- En el primer partido del grupo entre Libia y Omán, Omán abandonó el partido al minuto 80 luego de discutir una decisión arbitral cuando perdía 0-21, y abandonó el torneo.
| Equipo 1        | Resultado | Equipo 2        |
| --------------- | --------- | --------------- |
| Libia           | 0-0       | Palestina       |
| Yemen del Norte | 1-4       | Siria           |
| Siria           | 0-0       | Libia           |
| Palestina       | 7-0       | Yemen del Norte |
| Siria           | 3-1       | Palestina       |
| Libia           | 13-0      | Yemen del Norte |

## Semifinales
| Equipo 1 | Resultado | Equipo 2 |
| -------- | --------- | -------- |
| Irak     | 3-1       | Libia    |
| Siria    | 1-0       | Líbano   |

## Tercer lugar
| Equipo 1 | Resultado | Equipo 2 |
| -------- | --------- | -------- |
| Libia    | 6-1       | Líbano   |

## Final
| Equipo 1 | Resultado | Equipo 2 |
| -------- | --------- | -------- |
| Irak     | 2-1       | Siria    |

## Campeón
| Copa de Naciones Árabe 1966 |
| --------------------------- |
| Bandera de Irak             |
| Irak 2º Título              |